# Trieste, Rom
Trieste är Roms sjuttonde quartiere och har beteckningen Q. XVII. Namnet Trieste kommer av Corso Trieste. Quartiere Trieste bildades år 1926.

## Kyrkobyggnader
- Cappella del Collegio Stella Viae
- Sant'Agnese fuori le Mura
- Santa Costanza
- Sacri Cuori di Gesù e Maria
- Sant'Emerenziana
- San Giuda Taddeo
- San Leone Magno
- Santa Maria Addolorata a Piazza Buenos Aires
- Santa Maria Goretti
- Nostra Signora del Sacro Rosario delle Suore Betlemite
- San Saturnino Martire
- Santissimo Sacramento delle Religiose Riparatrici del Sacro Cuore
- Santissima Trinità a Villa Chigi

## Övrigt
- Priscillas katakomber
- Sankta Agnes katakomber
- Trasonis katakomber
- Katakomberna vid Via Anapo
- Sedia del Diavolo (Elius Callixtus gravmonument)
- Parco Virgiliano
- Villa Albani
- Villa Chigi
- Villa Leopardi
- Villa Paganini
- Ponte di Via delle Valli
- Ponte Salario

## Bilder
| - Sant'Agnese fuori le Mura. - Santa Costanza. - Sacri Cuori di Gesù e Maria. - Sant'Emerenziana. - San Giuda Taddeo. - Santa Maria Addolorata a Piazza Buenos Aires. - Santa Maria Goretti. - San Saturnino Martire. - Santissima Trinità a Villa Chigi. |